# Malleco epulauquena
Malleco epulauquena là một loài bướm đêm trong họ Geometridae.